# Иванов-Омский, Владимир Иванович
Влади́мир Ива́нович Ивано́в-О́мский (19 декабря 1932, Сталинград — 15 апреля 2022, пос. Сиверский, Гатчинский район) — советский и российский физик, лауреат Государственной премии СССР в области науки и техники (1982).

## Биография
Родился в Сталинграде (ныне Волгоград).
С отличием окончил химический факультет ЛГУ по специальности «физическая химия» (1955), затем поступил на работу в Физико-технический институт (ФТИ) АН СССР (ныне РАН).
В ФТИ: аспирант (1955—1958), ст. лаборант (1955), м.н.с. (1958—1965), с.н.с. (1965—1970); с 1970 года — зав. сектором, зав. лабораторией.
В 1961 году защитил кандидатскую, в 1974 г. — докторскую диссертацию:
- Экспериментальное исследование электронных явлений в теллуриде ртути : диссертация … доктора физико-математических наук : 01.04.10. — Ленинград, 1974. — 363 с. : ил.

С 1976 года по совместительству — профессор кафедры «Экспериментальная физика» физико-механического факультета ЛПИ (СПбГТУ), читал курсы лекций по общей физике для технических факультетов, по физике воды для гидротехнического факультета, по физике твёрдого тела.
Скончался 15 апреля 2022 года.

## Научная деятельность
Область научных исследований — физика узкощелевых и бесщелевых полупроводников, полумагнитных полупроводников, инфракрасной спектроскопии полупроводников.

### Научные труды
Соавтор более 260 научных публикаций, а также 18 изобретений.
Основные научные труды:
- Ivanov-Omskii V. I. FIR Laser Spectroscopy of impurities in Semiconductors // Infrared Phys. Technol, 1995. Vol. 36, № 1. С. 179—190.
- Иванов-Омский В. И., Харченко В. А., Цыпишка Д. И. Спектр мелкого акцептора в полумагнитном полупроводнике в магнитном поле // ФТП. 1992. 26 (10). С. 1728—1736.
- Ivanov-Omskii V. I. «Copper Nanoclustesrs in DLC» in Diamond Based Composites and Related Materials, ed. M. Prelas et al., NATO ASI Series. С. 171—189.

## Награды и премии
- Государственная премия СССР в области науки и техники (1982) — за цикл работ по предсказанию, обнаружению и исследованию бесщелевых полупроводников и экситонных фаз.
- Премия им. Я. И. Френкеля — за цикл работ по обнаружению и исследованию отрицательной люминесценции.